# Global Climate Certificate System
Das GCCS – Global Climate Certificate System – ist der Vorschlag für einen weltumspannenden CO2-Emissionshandel für die Fortsetzung der internationalen Klimaschutzpolitik nach Kyoto. Entwickelt wurde das Konzept 2004 von dem deutschen Ökonomen Lutz Wicke.
Ausgegangen wird vom Ziel, die CO2-Konzentration in der Atmosphäre langfristig bei 550 ppm zu stabilisieren und allen Ländern der Erde Anreize zu bieten, sich an dieser Übereinkunft zu beteiligen. Dazu sollen ab 2015 die weltweiten CO2-Emissionen des Menschen für einen Zeitraum von mindestens 50 Jahren auf 30 Milliarden Tonnen jährlich begrenzt werden.
Zehn US-Staaten haben die Regional Greenhouse Gas Initiative (RGGI) gebildet, um auf diesem marktorientierten Weg die Emission von Treibhausgasen zu reduzieren.